# Hiroshi Hirakawa
Hiroshi Hirakawa (Prefectura de Kanagawa, Japó, 10 de gener de 1965) és un exfutbolista japonès.

## Selecció japonesa
Hiroshi Hirakawa va disputar 13 partits amb la selecció japonesa.